# 南極冰蓋
南极冰盖是地球上的两个极地冰盖之一。它覆盖了南极大陆的大约98%（1400万平方公里）的面積，體積是2650万立方公里，是地球上面積最大的单一冰块。一立方公里的冰大约有一公吨重，这意味着南極冰蓋的重量为26,500,000公吨。地球上所有淡水的大约61%位於南极洲的冰层中，若全部融化，相当于海平面上升大约58米。